# Куинстон (Онтарио)
Куинстон (англ. Queenston) — жилой и исторический район (с 1970 года) города Ниагара-он-те-Лейк на юге провинции Онтарио (Канада).

## География

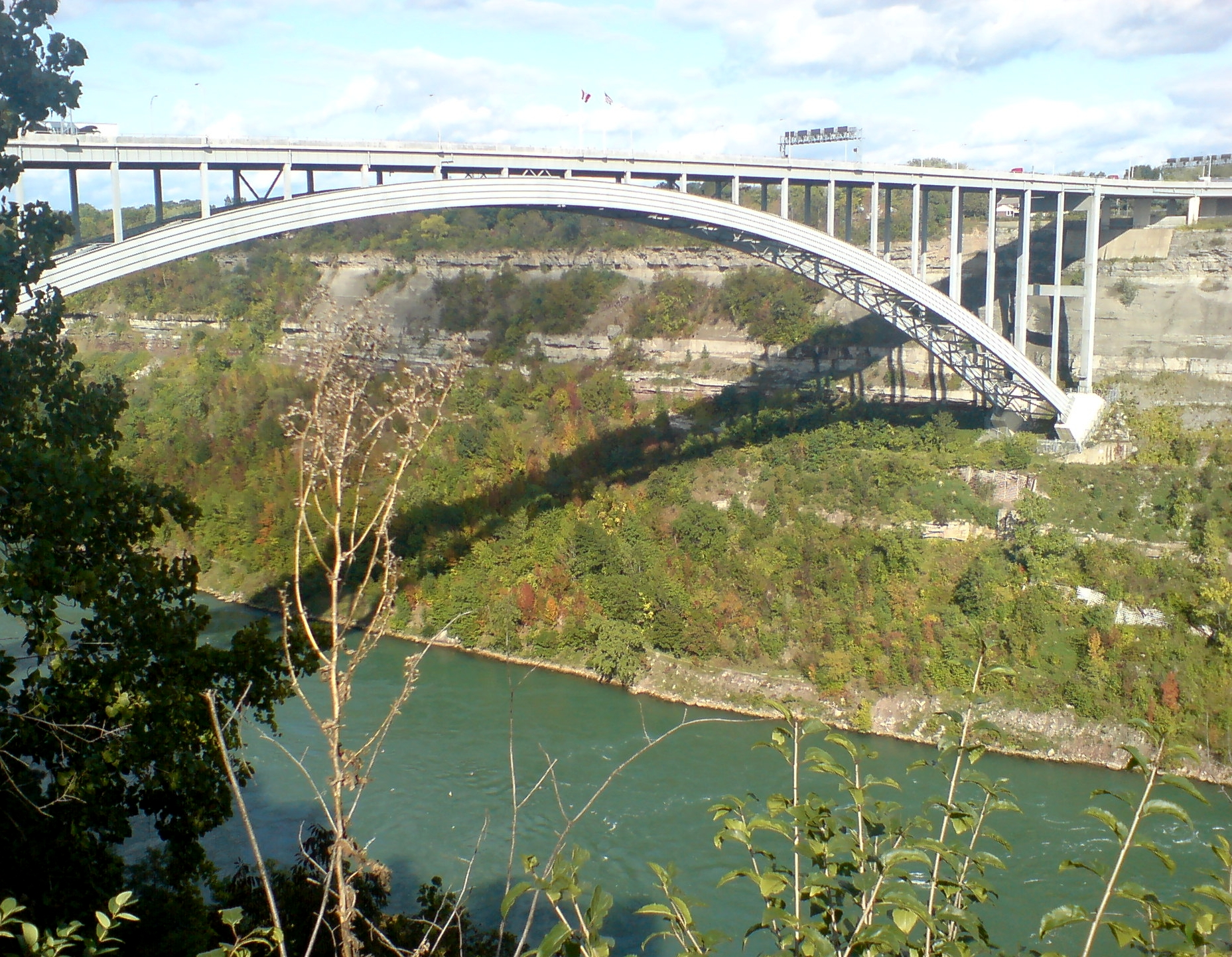
Куинстон-Льюистонский мост, вид с канадской стороны

Куинстон расположен в южной части Ниагара-он-те-Лейк в 8 километрах к северу от Ниагара-Фолс, между рекой Ниагара и шоссе 405. Административно Куинстон, в составе Ниагара-он-те-Лейк, относится к избирательному округу Ниагара и входит в состав одноимённого района. Куинстон соединён мостом через реку Ниагара с американской деревней Льюистон.
Куинстон размещается на Ниагарском кряже, что позволило в течение длительного времени добывать в его окрестностях строительный камень. Южнее Куинстона расположена гидроаккумулирующая электростанция им. сэра Адама Бека.

## История

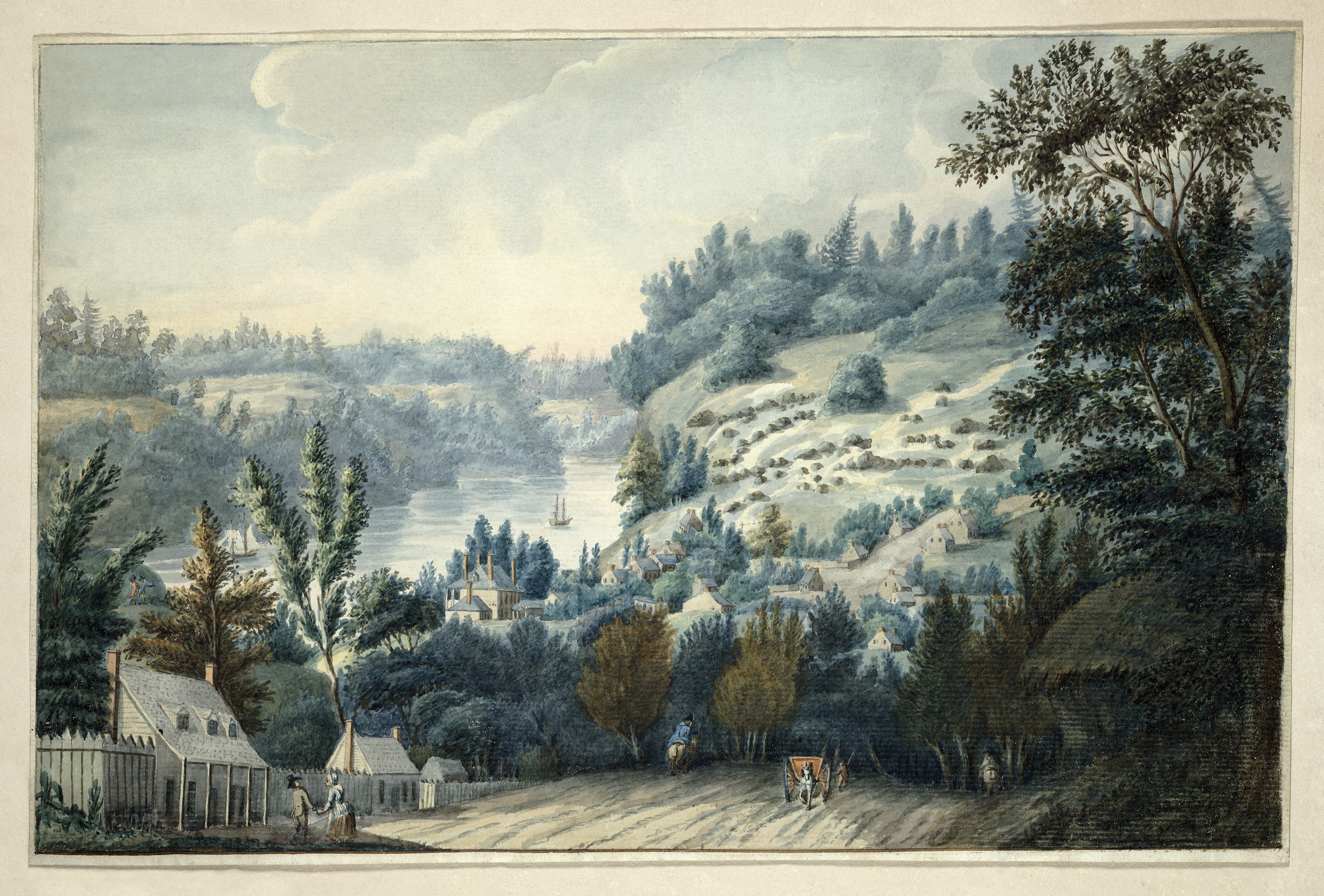
Куинстаун, Верхняя Канада, на Ниагаре (акварель начала XIX века)

Вдоль реки Ниагара на протяжении 500 лет до прихода европейцев проживали туземные племена чоннонтонов, из языка которой взято её название. Первым европейским поселенцем, осевшим на Ниагаре в районе современного Куинстона в конце 1780-х годов, был мехоторговец Роберт Гамильтон. Здесь был северный конец дороги, по которой доставлялись грузы и пассажиры в обход Ниагарского водопада. Возможно, своё название Куинстон (первоначально Куинстаун) получил благодаря полку колониальных войск Queen's Rangers (рус. Рейнджеры Королевы), казармы которого располагались здесь с 1792 года. Куинстон с самого начала играл важную роль в торговле с правым, американским, берегом Ниагары, связь с которым осуществлялась сначала с помощью паромной переправы, а позже по наведённому над ущельем мосту.
Вокруг Куинстона разворачивались некоторые из важных событий Англо-американской войны 1812—14 годов. 13 октября 1812 года рядом с Куинстоном, на холме Куинстон-Хайтс, был разбит американский десант. В этом бою погиб командующий британскими силами в Верхней Канаде генерал-майор Айзек Брок. Позже, в 1813 году, новый американский десант овладел Куинстоном и несколькими соседними населёнными пунктами. В июне местная жительница Лора Секорд подслушала разговор разместившихся в её доме американских офицеров о планируемой атаке на британские силы в районе Бивер-Дамс. Лора добралась лесами до британского штаба и предупредила о нападении. В результате американский отряд попал в засаду, организованную британцами и дружественными индейскими племенами, и был разгромлен.

## Достопримечательности
Основные достопримечательности Куинстона связаны с Англо-американской войной. Это триумфальная колонна на Куинстон-Хайтс, отмечающая место гибели генерала Айзека Брока, и дом Лоры Секорд, где в настоящее время располагается музей. Также в Куинстоне работает музей печатного дела, размещённый в историческом здании типографии Уильяма Лайона Маккензи, канадского политика первой половины XIX века и идеолога борьбы за независимость Верхней Канады. В музее находится старейший печатный станок в Канаде. Ещё один музей Куинстона, Художественный музей РиверБринк, представляет коллекцию ранней канадской живописи. От Куинстон-Хайтс начинается пешеходный туристский маршрут Брюс-Трейл общей протяжённостью около 900 километров.